# Sozusa scutellata
Sozusa scutellata är en fjärilsart som beskrevs av Hans Daniel Johan Wallengren 1860. Sozusa scutellata ingår i släktet Sozusa och familjen björnspinnare. Inga underarter finns listade i Catalogue of Life.